# 2020年東京パラリンピックのバドミントン競技
2020年東京パラリンピックのバドミントン競技（2020ねんとうきょうパラリンピックのバドミントンきょうぎ）は、2021年9月1日から2021年9月5日に行われた2020年東京パラリンピックのパラバドミントン競技。会場は国立代々木競技場。

## 実施種目
2020年東京パラリンピックでパラバドミントンは正式種目に採用されることになった。クラス分けに応じてコートの範囲が異なるほかはオリンピックのバドミントンのルールと基本的には同じである。
- 男子シングルス WH1
- 男子シングルス WH2
- 男子シングルス SL3
- 男子シングルス SL4
- 男子シングルス SU5
- 男子シングルス SS6
- 男子ダブルス WH1-WH2
- 混合ダブルス SL3-SU5

- 女子シングルス WH1
- 女子シングルス WH2
- 女子シングルス SL4
- 女子シングルス SU5
- 女子ダブルス WH1-WH2
- 女子ダブルス SL3-SU5

## メダリスト

### シングルス
| Event | クラス | 金                                | 銀                                             | 銅                                        |
| ----- | ------ | --------------------------------- | ---------------------------------------------- | ----------------------------------------- |
| 男子  | WH1    | 屈子墨 · 中国 (CHN)               | イ・サムソプ · 韓国 (KOR)                      | イ・ドンソプ · 韓国 (KOR)                 |
| 男子  | WH2    | 梶原大暉 · 日本 (JPN)             | キム・ジョンジュン · 韓国 (KOR)                | 陳浩源 · 香港 (HKG)                       |
| 男子  | SL3    | プラモド・バガト · インド (IND)   | ダニエル・ベセル · イギリス (GBR)              | マノジュ・サルカル · インド (IND)         |
| 男子  | SL4    | リュカ・マジュル · フランス (FRA) | スハス・ラリナケレ ヤティラージ · インド (IND) | フレジ・セティアワン · インドネシア (INA) |
| 男子  | SU5    | リクハウ・チア · マレーシア (MAS) | ドヘバ・アンリムスティ · インドネシア (INA)    | スリョ・ヌグロホ · インドネシア (INA)     |
| 男子  | SH6    | クリシュナ・ナガル · インド (IND) | 朱文佳 · 香港 (HKG)                            | クリステン・クームス · イギリス (GBR)     |
| 女子  | WH1    | 里見紗李奈 · 日本 (JPN)           | スジラット・プッカム · タイ (THA)              | 尹夢璐 · 中国 (CHN)                       |
| 女子  | WH2    | 劉禹彤 · 中国 (CHN)               | 徐婷婷 · 中国 (CHN)                            | 山崎悠麻 · 日本 (JPN)                     |
| 女子  | SL4    | 程和芳 · 中国 (CHN)               | レアニラトリ・オルティラ · インドネシア (INA)  | 馬会会 · 中国 (CHN)                       |
| 女子  | SU5    | 楊秋霞 · 中国 (CHN)               | 鈴木亜弥子 · 日本 (JPN)                        | 杉野明子 · 日本 (JPN)                     |

### ダブルス
| Event | クラス  | 金                                                                 | 銀                                                   | 銅                                                       |
| ----- | ------- | ------------------------------------------------------------------ | ---------------------------------------------------- | -------------------------------------------------------- |
| 男子  | WH1–WH2 | 中国 · 麦建朋 · 屈子墨                                             | 韓国 · キム・ジョンジュン · イ・ドンソプ             | 日本 · 梶原大暉 · 村山浩                                 |
| 女子  | WH1–WH2 | 日本 · 里見紗李奈 · 山崎悠麻                                       | 中国 · 劉禹彤 · 尹夢璐                               | タイ · スジラット・プッカム · アムノウイ・ウェッウィタン |
| 女子  | SL3–SU5 | インドネシア · レアニラトリ・オルティラ · カリマトゥス・サディヤフ | 中国 · 程和芳 · 馬会会                               | 日本 · 伊藤則子 · 鈴木亜弥子                             |
| 混合  | SL3–SU5 | インドネシア · ハリ・スサント · レアニラトリ・オルティラ           | フランス · リュカ・マジュル · フォスティーヌ・ノエル | 日本 · 藤原大輔 · 杉野明子                               |